# Bloomsdale (Missouri)
Bloomsdale est une ville du comté de Sainte-Geneviève, dans le Missouri, aux États-Unis,. Située au nord du comté, elle est incorporée en 1963.

## Démographie
Lors du recensement de 2010, la ville comptait une population de 521 habitants. Elle est estimée, en 2017, à 547 habitants.

### Source de la traduction
- (en) Cet article est partiellement ou en totalité issu de l’article de Wikipédia en anglais intitulé « Bloomsdale, Missouri » (voir la liste des auteurs).